# Tassonomia dei Lepidoptera

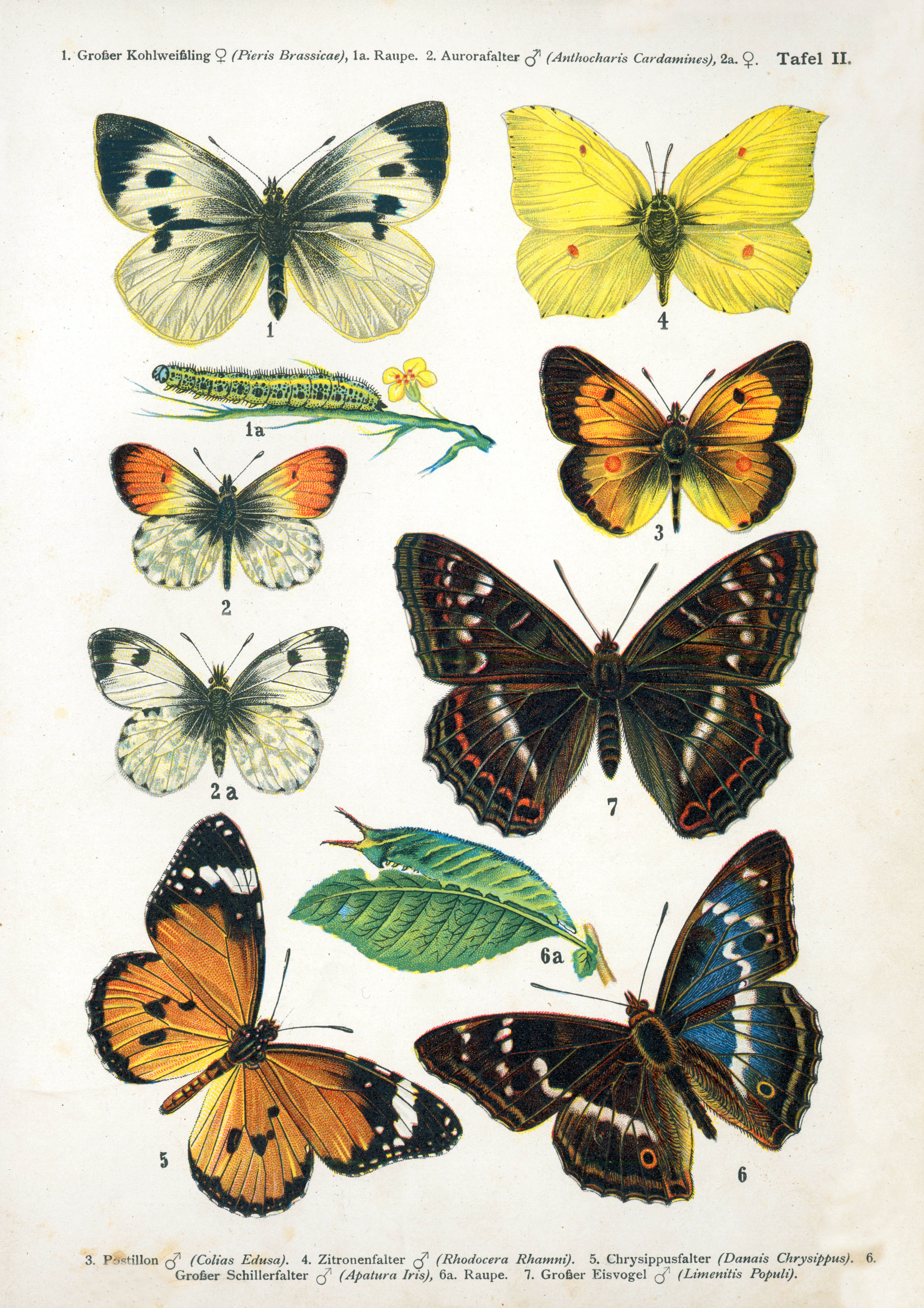
Tavola tratta da Europas bekannteste Schmetterlinge. Beschreibung der wichtigsten Arten und Anleitung zur Kenntnis und zum Sammeln der Schmetterlinge und Raupen di F. Nemos (ca. 1895)

La sistematica dei Lepidoptera è stata da sempre soggetta a numerose revisioni e modifiche, in base alla pubblicazione di nuovi studi che, in maniera pressoché continuata, hanno aggiornato lo stato delle conoscenze. Quanto sopra è facilmente spiegabile tenendo conto sia della vastità, sia della complessità di quest'ordine. Anche nei decenni recenti, malgrado si sia registrato un forte incremento delle pubblicazioni in questo campo, talune famiglie non hanno ancora trovato una collocazione largamente condivisa, e sovente la loro posizione è stata modificata.

## Excursus storico
L'attuale assetto della sistematica dei Lepidotteri è il risultato di un lungo percorso di implementazione ed affinamento, che ha mosso i primi passi nei secoli XVIII e XIX.

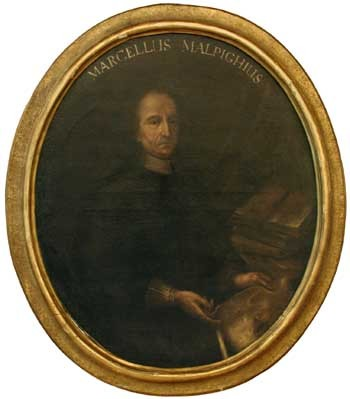
Marcello Malpighi in un ritratto conservato presso la Quadreria dell'Università di Bologna

### Dall'antichità classica fino al Settecento
È possibile reperire scritti riguardanti la storia naturale dei Lepidotteri già in Aristotele (IV sec. a.C.), ma nella storia alcuni contributi importanti furono forniti da autori come Alberto Magno col suo De Animalibus (XIII secolo), Marcello Malpighi e Jan Swammerdam (XVII secolo), René-Antoine Ferchault de Réaumur e Charles De Geer (XVIII secolo), e molti altri. Tuttavia fino a quest'epoca l'Entomologia non disponeva ancora di un sistema nomenclaturale universalmente accettato.

### Linneo e ilSystema Naturae
La principale pietra miliare nella classificazione dei Lepidotteri è senza dubbio la decima edizione del Systema Naturae di Linneo, che ha rappresentato l'inizio della nomenclatura binomiale, così come accettata dal Codice internazionale di nomenclatura zoologica (ICZN).

Linneo per primo giunse a gettare le basi per quella che sarebbe stata la futura sistematica dei Lepidotteri, raggruppandoli in tre grandi divisioni: Papilio, Sphinx e Phalaena; quest'ultima venne ulteriormente suddivisa in sette sottogruppi. Allo stato attuale, da queste categorie sono derivati i nomi di nove superfamiglie che, seguendo l'ordine linneiano, sono Papilionoidea, Sphingoidea, Bombycoidea, Noctuoidea, Geometroidea, Tortricoidea, Pyraloidea, Tineoidea ed Alucitoidea.

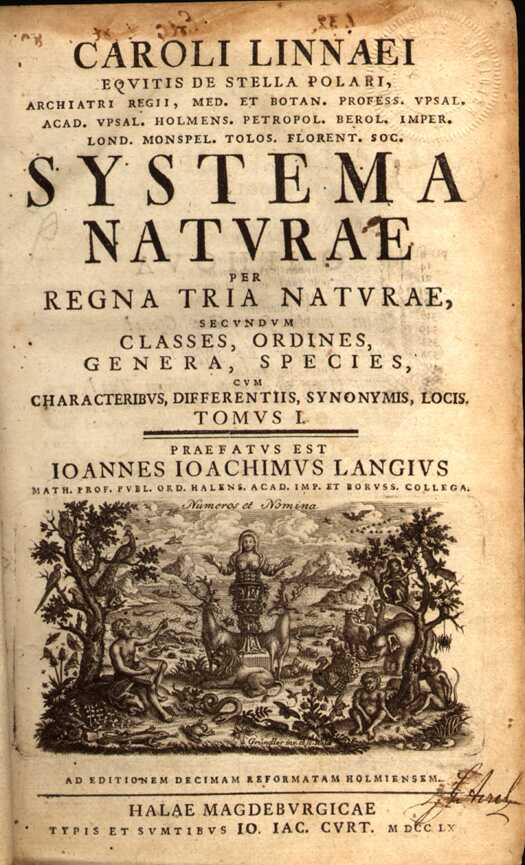
Il Systema Naturae di Linneo

Nella sua classificazione, Linneo rivolse la propria attenzione soprattutto alle caratteristiche morfologiche delle antenne e delle ali; in particolar modo studiò la posizione delle ali a riposo, e le abitudini diurne o notturne degli individui adulti. Fu anche tra i primi autori ad analizzare minuziosamente la struttura dell'apparato boccale. Egli notò infatti che le antenne delle farfalle presentano forma clavata, a differenza di quelle di molte falene; sottolineò inoltre il fatto che diversi rappresentanti delle sue Bombyces mancano di spirotromba funzionante. Ancora oggi, per parecchie specie, le descrizioni di parti anatomiche relative sia alla larva, sia all'adulto, sono riscontrabili già nei lavori linneiani.

### Dopo Linneo
Dal Systema Naturae in poi, la tassonomia dei Lepidoptera prese le mosse in molte direzioni diverse; le categorie linneiane vennero ulteriormente suddivise, si standardizzò il rango dei vari taxa supraspecifici, e con la scoperta di moltissime nuove specie nei vari continenti, furono aggiunte via via parecchie famiglie e superfamiglie.

Poco meno di vent'anni dopo che Linneo aveva mandato alle stampe la decima edizione della sua opera, gli entomologi austriaci Michael Denis e Ignaz Schiffermüller pubblicarono uno studio (1775) sui Lepidotteri dell'area circostante la città di Vienna. L'opera, pur partendo dall'impostazione originale linneiana, aggiunge numerose osservazioni sulla struttura dei Lepidotteri, e prende in considerazione un numero rilevante di nuove specie. I raggruppamenti proposti da Linneo vengono qui ulteriormente suddivisi, gettando basi nomenclaturali per studi a venire, anche analizzando alcune caratteristiche di larve (p.e. Larvae Punctatae) o di adulti (p.e. Ph[alaenae] Geometrae Unicolores).

Anche l'entomologo danese Johan Christian Fabricius descrisse svariate nuove specie e classificò diversi sottogruppi linneiani, mentre il francese Pierre André Latreille (1796) introdusse ulteriori taxa supraspecifici, alcuni dei quali sono da considerarsi generi in senso moderno.

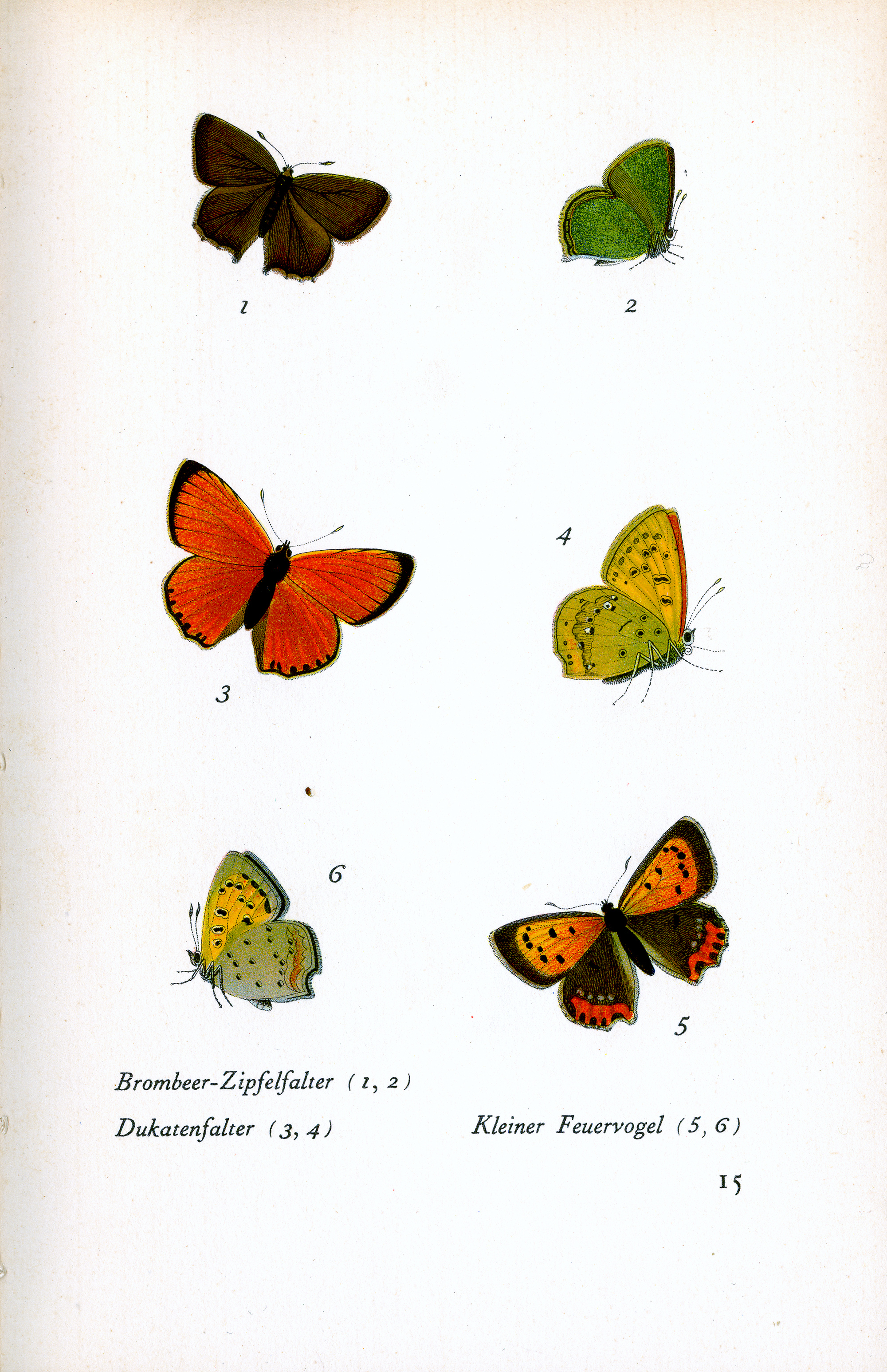
Pagina di Lycaenidae disegnate da Jacob Hübner prima del 1826

All'alba del XIX secolo, l'entomologo e botanico tedesco Schrank inserì una serie di nuove categorie tassonomiche intermedie tra il "genus" linneiano e la specie (1802), che attualmente rappresentano moderni generi di Lepidotteri. Anche il tedesco Jacob Hübner, disegnatore ed artista, definì e ritrasse, con dovizia di particolari, numerosi generi (che egli chiamò stirpes) tuttora validi. Ma fu Ferdinand Ochsenheimer che in una serie di lavori pubblicati tra il 1807 ed il 1835, ed ultimati da Treitsche, fornì una panoramica più o meno definitiva dei generi moderni della lepidotterofauna europea.

Per quanto riguarda le suddivisioni maggiori dell'ordine, forse il più monumentale e rappresentativo lavoro svolto nel diciannovesimo secolo, è quello portato a compimento in sei volumi dall'entomologo e fisico tedesco Gottlieb August Wilhelm Herrich-Schäffer, e pubblicato a più riprese con intervalli irregolari tra il 1843 ed il 1856. Va sottolineato che, sebbene le specie descritte fossero per forza di cose soprattutto europee, la maggior parte delle suddivisioni principali in cui oggi dividiamo i Lepidotteri, si trovano già elencati e descritti dall'autore. Herrich-Schäffer si basò soprattutto sull'analisi morfologica delle nervature alari, corredando il proprio lavoro con disegni estremamente particolareggiati.

Un ulteriore massiccio contributo all'implementazione della sistematica dell'ordine, venne fornito in seguito alla descrizione di specie extraeuropee da parte di Edward Meyrick (1895), soprattutto nel campo dei Microlepidotteri, e George Hampson, in particolar modo per i Macrolepidotteri. Meyrick propose di dividere i Lepidotteri in dieci "phyla", principalmente in base alla struttura della nervatura alare, caratteristica che egli riteneva "diagnostica" ai fini tassonomici, molto più della colorazione delle ali, che al contrario considerava secondaria, in quanto "fisiologica", e per questo motivo alterabile da lievi influenze ambientali. Al contrario Hampson si dedicò essenzialmente alle superfamiglie Noctuoidea, Pyraloidea e Thyridoidea.

A partire dalla seconda metà del diciannovesimo secolo, vennero proposti parecchi altri sistemi di classificazione, che integravano, o talvolta confutavano, quanto pubblicato in precedenza. Taluni autori posero l'accento su alcune caratteristiche morfologiche piuttosto che altre; a titolo d'esempio si possono citare Fracker (1915) che basò la propria sistematica sulla struttura della larva, oppure Mosher (1916), che al contrario pose l'accento sulla morfologia della pupa. Di sicuro la creazione di nuove famiglie e superfamiglie, relative soprattutto alle ecozone extraeuropee, diede nel tempo un contributo importante all'assetto sistematico dell'ordine, così come oggi lo conosciamo. Ma si deve al tedesco Carl Julius Bernhard Börner (1925 e 1939) quella che è stata considerata una novità fondamentale nella tassonomia dei Lepidotteri, almeno nell'ultimo secolo, e cioè la distinzione tra Monotrysia e Ditrysia, in funzione della struttura dell'apparato riproduttore femminile. È pur vero che i Monotrysia (sensu Börner), rappresentati da circa il 5% delle specie, non sono un raggruppamento monofiletico, tuttavia l'istituzione dei Ditrysia come taxon ha permesso di effettuare un salto di qualità nella comprensione delle relazioni filogenetiche all'interno dell'ordine, contribuendo a stabilire una scala di importanza per quanto attiene alle differenze morfologiche tra le superfamiglie.

Da ultimo, un apporto decisivo nella comprensione delle relazioni evolutive intercorrenti tra i differenti taxa di Monotrysia, si deve ai lavori di Niels Peder Kristensen ed Ebbe Schmidt Nielsen (1983 e 1984), che concentrarono gli studi sulla morfologia dell'adulto, pur non tralasciando, in molti casi, di analizzare la struttura dello stadio larvale.

## Macrodivisioni dei Lepidoptera

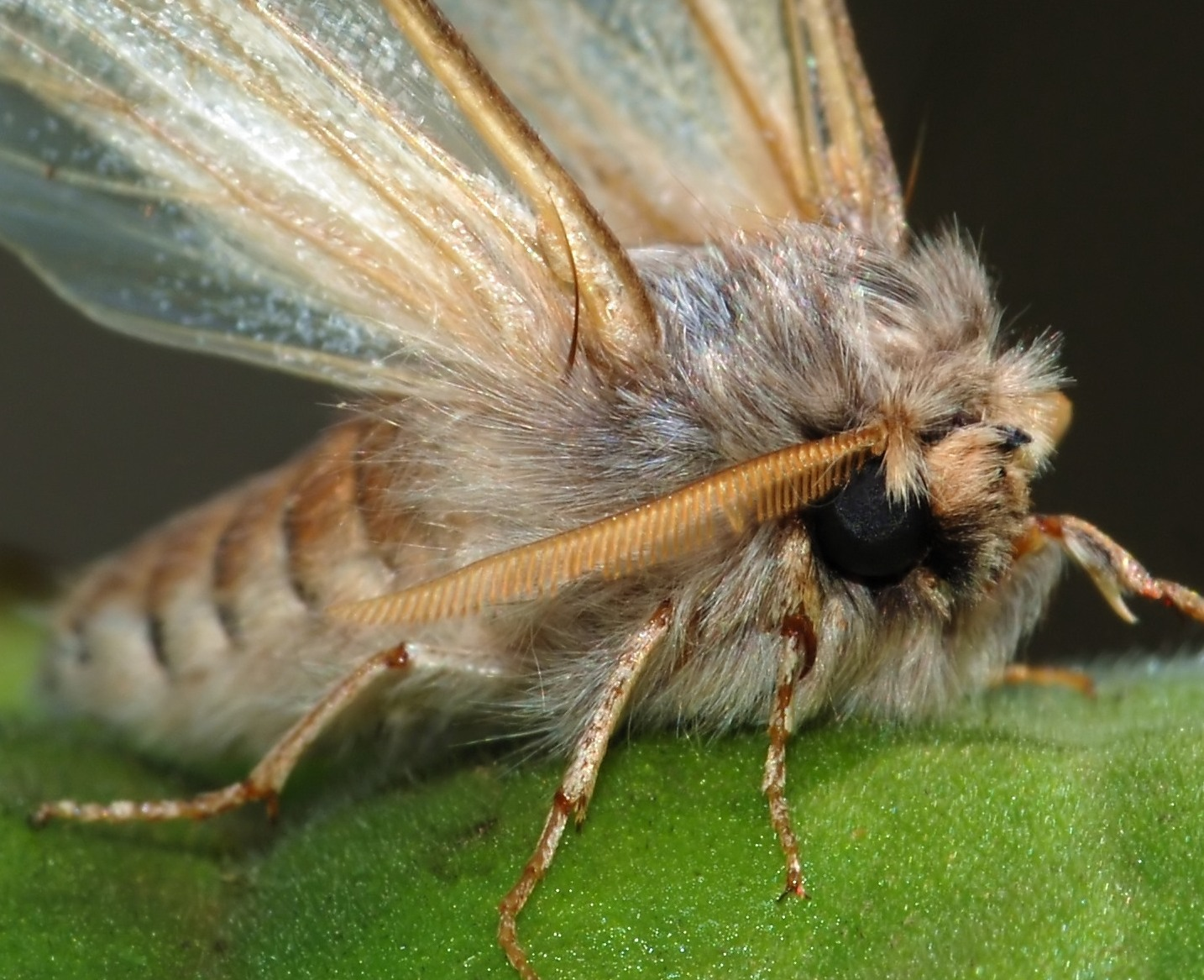
Meccanismo di accoppiamento alare visibile in Thaumetopoea pityocampa, la Processionaria del pino (Notodontidae)

Negli ultimi secoli sono stati effettuati svariati tentativi di suddividere i Lepidotteri in raggruppamenti fondamentali, da porre al di sopra del livello di superfamiglia; nel tempo sono stati via via proposti i termini Nocturni (falene) e Diurni (farfalle), Heterocera (falene) e Rhopalocera (farfalle), Microlepidoptera e Macrolepidoptera, Homoneura ed Heteroneura, Jugatae e Frenatae, Stemmatoncopoda ed Harmoncopoda, e infine Monotrysia e Ditrysia. In realtà tutte queste distinzioni appaiono come dicotomie innaturali, in quanto ogni volta uno dei due termini (o entrambi) non rappresentano un gruppo monofiletico.

La suddivisione in Nocturni e Diurni non risponde ad un criterio sistematico, per il semplice fatto che, all'interno di singole famiglie, si possono trovare specie con abitudini diurne o notturne; è il caso, ad esempio, delle Sphingidae, in cui moltissime specie hanno adulti con abitudini crepuscolari o notturne, ma in cui gli esponenti del genere Macroglossum volano di regola in sole pieno. Inoltre, per Nocturni si dovrebbero intendere, oltre alle grandi falene (ad. es. i Saturniidae) anche un considerevole numero di famiglie di Microlepidotteri (e.g. Pyralidae). In realtà la distinzione tra farfalle e falene è forzosa così come quella tra Macrolepidotteri e Microlepidotteri, anche se questi termini vengono abitualmente molto utilizzati, stando ad indicare più che altro una differenza nelle tecniche di studio e cattura dei Lepidotteri. Allo stesso modo, sebbene appaia ragionevole riferirsi col termine Homoneura, all'insieme delle famiglie con venulazione simile nell'ala anteriore e posteriore, questo nome andrebbe tuttavia evitato in quanto non rappresenta un raggruppamento monofiletico.

Il termine Rhopalocera (cioè con antenne clavate) fu introdotto dal francese André Marie Constant Duméril nel 1823, ed include le farfalle propriamente dette, già definite Diurni dai primi autori, contrapposte alle falene, definite Heterocera (ossia con antenne di forma varia); benché nei Rhopalocera venissero incluse anche le Hedylidae, che non hanno né antenne clavate, né abitudini strettamente diurne, si può considerare i Rhopalocera come un gruppo monofiletico, ma la stessa cosa non si può affermare per gli Heterocera.

Le Frenatae, introdotte dallo statunitense John Henry Comstock nel 1893 sono equivalenti agli Heteroneura descritti dall'anglo-australiano Robert John Tillyard nel 1918, così come le Jugatae equivalgono agli Homoneura; per Frenatae si intendono quei gruppi nei quali l'accoppiamento tra ala anteriore e posteriore avviene attraverso l'aggancio di un frenulum su cui un retinaculum (meccanismo talvolta vestigiale nei taxa più evoluti), mentre nelle Jugatae la stessa funzione viene svolta dal lobo jugale dell'ala anteriore, che si estende a formare uno jugum. Mentre Frenatae ed Heteroneura rappresentano probabilmente gruppi monofiletici, non si può dire la stessa cosa per Jugatae ed Homoneura. Inoltre la presenza o meno di uno jugum funzionale è talvolta difficile da stabilire, e va peraltro aggiunto che un lobo jugale può essere riscontrato, in alcuni casi, anche fuori dalle Jugatae (sensu Comstock).

Col termine Harmoncopoda si intendono le famiglie nelle quali gli uncini delle pseudozampe larvali sono disposti in mesoserie anziché in cerchio. Con buona approssimazione, si può affermare che ci sia corrispondenza tra questo raggruppamento, presumibilmente monofiletico, e quello dei Macrolepidoptera. In contrapposizione a questo, tuttavia, il tedesco Ferdinand Karsch propose nel 1898 di istituire il raggruppamento degli Stemmatoncopoda, nei quali gli uncini pseudopodali sono disposti a cerchio; ma quest'ultimo gruppo appare polifiletico.

Il termine Ditrysia venne infine introdotto nel 1939 da Carl Julius Bernard Börner, come già accennato più sopra, al fine di individuare quelle famiglie nelle quali, a livello del genitale femminile, l'apertura utilizzata per l'accoppiamento si trova separata da quella impiegata per l'ovoposizione. Per quanto attualmente il taxon venga comunemente accettato dalla comunità scientifica, resta da chiarire fino in fondo la posizione filogenetica delle Exoporia, nelle quali le due aperture sono situate sullo stesso segmento e non si trova alcun ductus seminalis interno. Va peraltro segnalato che le altre superfamiglie, raggruppate da Börner col nome generico di Monotrysia, costituiscono un insieme eterogeneo e sicuramente polifiletico, tanto che negli ultimi decenni il termine Monotrysia sta cadendo sempre più in disuso, o ne viene comunque ristretto il campo di applicazione.

## Tendenze recenti e differenti scuole di pensiero
Nella definizione di un quadro d'insieme che stabilisca la struttura sistematica dell'ordine, si incontrano da sempre innumerevoli ostacoli. Innanzitutto un problema prioritario risiede nel fatto che molte superfamiglie sono monotipiche, ossia rappresentate da una singola famiglia (e talvolta da un singolo genere), tanto che le descrizioni possono riferirsi a diversi taxa; a titolo di esempio si cita il caso di Heterobathmioidea, Heterobathmiidae ed Heterobathmia. L'incremento del numero di superfamiglie riportate negli ultimi studi, va messo in correlazione con il numero, probabilmente troppo modesto, di superfamiglie istituite nei lavori più datati, che davano troppa rilevanza agli esemplari europei, rispetto a quelli del resto del mondo. La tendenza recente è stata quella di creare superfamiglie strettamente monotipiche escludendo, all'interno di esse, quelle famiglie o sottofamiglie, la cui origine filogenetica non potesse ancora essere verificata. Nel caso in cui questi taxa inferiori non potessero essere assegnati con certezza ad una superfamiglia, essi venivano spesso elevati al rango di nuove superfamiglie a sé stanti. Ad esempio, la famiglia Schreckensteiniidae è stata rimossa dalla superfamiglia Yponomeutoidea e collocata nella superfamiglia monotipica Schreckensteinioidea, di recente istituzione. Talvolta questa operazione di "sottrazione" lasciava come risultato finale una superfamiglia rappresentata soltanto da una singola famiglia. Ad esempio Minet (1983) argomentò che i Geometroidea, i quali annoveravano fino a dodici famiglie, mancassero di una peculiare caratteristica morfologica comune a tutte, tanto da non rappresentare probabilmente un gruppo monotipico; pertanto rimosse da questo taxon tutte le famiglie, eccetto le Geometridae. D'altro canto, ulteriori studi di anatomia e di genetica, hanno portato invece all'unificazione di alcune superfamiglie monotipiche, così da addivenire, in alcuni casi, ad una lieve diminuzione del numero di queste ultime, come proposto da Minet (1991). Una possibile alternativa a quanto riportato, consiste nel lasciare un certo numero di piccoli taxa distaccati dal resto della sistematica interna dei Lepidoptera, creando delle liste di incertae sedis di rango intermedio tra quello dell'ordine e della superfamiglia. L'obiezione a questo modo di operare consiste nel fatto che la decisione riguardo a quanto possa essere piccolo un taxon per lasciare delle incertae sedis, può apparire arbitraria. Un ulteriore modus operandi può essere quello di lasciare i taxa incerti all'interno delle superfamiglie a cui sono stati assegnati precedentemente, inserendo tuttavia una nota riguardante la loro collocazione problematica. Un'ultima proposta che è stata avanzata è quella di abolire completamente le superfamiglie, creando semplicemente un elenco di famiglie, raggruppate tra loro in base alla maggiore affinità filogenetica reciproca. Le diverse tendenze fin qui citate possono fornire un'idea solo approssimativa di quanto sia tuttora problematica la definizione di una sistematica interna ai Lepidoptera, che possa essere onnicomprensiva, tenuto conto anche della vastità dell'ordine (circa 158.000 specie raccolte in 139 famiglie e 44 superfamiglie.
Uno schema abbastanza condiviso che possa indicare le relazioni filogenetiche tra i taxa più arcaici, è quello proposto da Kristensen (1984 e 1999) e riportato di seguito, nel primo dei due schemi tassonomici sottostanti (lievemente modificato). Più in basso viene invece proposto uno schema complessivo dei Ditrysia, la divisione più evoluta dei Lepidoptera, comprendente circa il 98% delle specie note.

## Schema tassonomico dei lepidotteri primitivi
N.B.: tra parentesi il numero di specie
| Micropterigoidea | \| \| Micropterigidae (160) \| \| \| \| |
|                  | \| \| Micropterigidae (160) \| \| \| \| |
|                  | Micropterigidae (160)                   |
|                  |                                         |

|  | Micropterigidae (160) |
|  |                       |

| Agathiphagoidea | \| \| Agathiphagidae (2) \| \| \| \| |
|                 | \| \| Agathiphagidae (2) \| \| \| \| |
|                 | Agathiphagidae (2)                   |
|                 |                                      |

|  | Agathiphagidae (2) |
|  |                    |

| Heterobathmioidea | \| \| Heterobathmiidae (5) \| \| \| \| |
|                   | \| \| Heterobathmiidae (5) \| \| \| \| |
|                   | Heterobathmiidae (5)                   |
|                   |                                        |

|  | Heterobathmiidae (5) |
|  |                      |

| Eriocranioidea | \| \| Eriocraniidae (29) \| \| \| \| |
|                | \| \| Eriocraniidae (29) \| \| \| \| |
|                | Eriocraniidae (29)                   |
|                |                                      |

|  | Eriocraniidae (29) |
|  |                    |

| Acanthopteroctetoidea | \| \| Acanthopteroctetidae (7) \| \| \| \| |
|                       | \| \| Acanthopteroctetidae (7) \| \| \| \| |
|                       | Acanthopteroctetidae (7)                   |
|                       |                                            |

|  | Acanthopteroctetidae (7) |
|  |                          |

| Lophocoronoidea | \| \| Lophocoronidae (6) \| \| \| \| |
|                 | \| \| Lophocoronidae (6) \| \| \| \| |
|                 | Lophocoronidae (6)                   |
|                 |                                      |

|  | Lophocoronidae (6) |
|  |                    |

| Neopseustoidea (15) | \| \| Aenigmatineidae (1) \| \| \| \| \| \| Neopseustidae (14) \| \| \| \| |
|                     | \| \| Aenigmatineidae (1) \| \| \| \| \| \| Neopseustidae (14) \| \| \| \| |
|                     | Aenigmatineidae (1)                                                        |
|                     |                                                                            |
|                     | Neopseustidae (14)                                                         |
|                     |                                                                            |

|  | Aenigmatineidae (1) |
|  |                     |
|  | Neopseustidae (14)  |
|  |                     |

|  | Mnesarchaeidae (7) |
|  |                    |

|  | Palaeosetidae (9)   |
|  |                     |
|  | Prototheoridae (12) |
|  |                     |
|  | Neotheoridae (1)    |
|  |                     |
|  | Anomosetidae (1)    |
|  |                     |
|  | Hepialidae (606)    |
|  |                     |

|  | Mnesarchaeidae (7) |
|  |                    |

|  | Palaeosetidae (9)   |
|  |                     |
|  | Prototheoridae (12) |
|  |                     |
|  | Neotheoridae (1)    |
|  |                     |
|  | Anomosetidae (1)    |
|  |                     |
|  | Hepialidae (606)    |
|  |                     |

| Nepticuloidea (1.011) | \| \| Nepticulidae (819) \| \| \| \| \| \| Opostegidae (192) \| \| \| \| |
|                       | \| \| Nepticulidae (819) \| \| \| \| \| \| Opostegidae (192) \| \| \| \| |
|                       | Nepticulidae (819)                                                       |
|                       |                                                                          |
|                       | Opostegidae (192)                                                        |
|                       |                                                                          |

|  | Nepticulidae (819) |
|  |                    |
|  | Opostegidae (192)  |
|  |                    |

|  | Andesianidae (3) |
|  |                  |

|  | Heliozelidae (125) |
|  |                    |
|  | Adelidae (297)     |
|  |                    |
|  | Incurvariidae (42) |
|  |                    |
|  | Cecidosidae (15)   |
|  |                    |
|  | Prodoxidae (98)    |
|  |                    |

|  | Andesianidae (3) |
|  |                  |

|  | Heliozelidae (125) |
|  |                    |
|  | Adelidae (297)     |
|  |                    |
|  | Incurvariidae (42) |
|  |                    |
|  | Cecidosidae (15)   |
|  |                    |
|  | Prodoxidae (98)    |
|  |                    |

|  | Palaephatidae (57) |
|  |                    |

|  | Tischeriidae (110) |
|  |                    |

|  | Palaephatidae (57) |
|  |                    |

|  | Tischeriidae (110) |
|  |                    |

| Nepticuloidea (1.011) | \| \| Nepticulidae (819) \| \| \| \| \| \| Opostegidae (192) \| \| \| \| |
|                       | \| \| Nepticulidae (819) \| \| \| \| \| \| Opostegidae (192) \| \| \| \| |
|                       | Nepticulidae (819)                                                       |
|                       |                                                                          |
|                       | Opostegidae (192)                                                        |
|                       |                                                                          |

|  | Nepticulidae (819) |
|  |                    |
|  | Opostegidae (192)  |
|  |                    |

|  | Andesianidae (3) |
|  |                  |

|  | Heliozelidae (125) |
|  |                    |
|  | Adelidae (297)     |
|  |                    |
|  | Incurvariidae (42) |
|  |                    |
|  | Cecidosidae (15)   |
|  |                    |
|  | Prodoxidae (98)    |
|  |                    |

|  | Andesianidae (3) |
|  |                  |

|  | Heliozelidae (125) |
|  |                    |
|  | Adelidae (297)     |
|  |                    |
|  | Incurvariidae (42) |
|  |                    |
|  | Cecidosidae (15)   |
|  |                    |
|  | Prodoxidae (98)    |
|  |                    |

|  | Palaephatidae (57) |
|  |                    |

|  | Tischeriidae (110) |
|  |                    |

|  | Palaephatidae (57) |
|  |                    |

|  | Tischeriidae (110) |
|  |                    |

| Eriocranioidea | \| \| Eriocraniidae (29) \| \| \| \| |
|                | \| \| Eriocraniidae (29) \| \| \| \| |
|                | Eriocraniidae (29)                   |
|                |                                      |

|  | Eriocraniidae (29) |
|  |                    |

| Acanthopteroctetoidea | \| \| Acanthopteroctetidae (7) \| \| \| \| |
|                       | \| \| Acanthopteroctetidae (7) \| \| \| \| |
|                       | Acanthopteroctetidae (7)                   |
|                       |                                            |

|  | Acanthopteroctetidae (7) |
|  |                          |

| Lophocoronoidea | \| \| Lophocoronidae (6) \| \| \| \| |
|                 | \| \| Lophocoronidae (6) \| \| \| \| |
|                 | Lophocoronidae (6)                   |
|                 |                                      |

|  | Lophocoronidae (6) |
|  |                    |

| Neopseustoidea (15) | \| \| Aenigmatineidae (1) \| \| \| \| \| \| Neopseustidae (14) \| \| \| \| |
|                     | \| \| Aenigmatineidae (1) \| \| \| \| \| \| Neopseustidae (14) \| \| \| \| |
|                     | Aenigmatineidae (1)                                                        |
|                     |                                                                            |
|                     | Neopseustidae (14)                                                         |
|                     |                                                                            |

|  | Aenigmatineidae (1) |
|  |                     |
|  | Neopseustidae (14)  |
|  |                     |

|  | Mnesarchaeidae (7) |
|  |                    |

|  | Palaeosetidae (9)   |
|  |                     |
|  | Prototheoridae (12) |
|  |                     |
|  | Neotheoridae (1)    |
|  |                     |
|  | Anomosetidae (1)    |
|  |                     |
|  | Hepialidae (606)    |
|  |                     |

|  | Mnesarchaeidae (7) |
|  |                    |

|  | Palaeosetidae (9)   |
|  |                     |
|  | Prototheoridae (12) |
|  |                     |
|  | Neotheoridae (1)    |
|  |                     |
|  | Anomosetidae (1)    |
|  |                     |
|  | Hepialidae (606)    |
|  |                     |

| Nepticuloidea (1.011) | \| \| Nepticulidae (819) \| \| \| \| \| \| Opostegidae (192) \| \| \| \| |
|                       | \| \| Nepticulidae (819) \| \| \| \| \| \| Opostegidae (192) \| \| \| \| |
|                       | Nepticulidae (819)                                                       |
|                       |                                                                          |
|                       | Opostegidae (192)                                                        |
|                       |                                                                          |

|  | Nepticulidae (819) |
|  |                    |
|  | Opostegidae (192)  |
|  |                    |

|  | Andesianidae (3) |
|  |                  |

|  | Heliozelidae (125) |
|  |                    |
|  | Adelidae (297)     |
|  |                    |
|  | Incurvariidae (42) |
|  |                    |
|  | Cecidosidae (15)   |
|  |                    |
|  | Prodoxidae (98)    |
|  |                    |

|  | Andesianidae (3) |
|  |                  |

|  | Heliozelidae (125) |
|  |                    |
|  | Adelidae (297)     |
|  |                    |
|  | Incurvariidae (42) |
|  |                    |
|  | Cecidosidae (15)   |
|  |                    |
|  | Prodoxidae (98)    |
|  |                    |

|  | Palaephatidae (57) |
|  |                    |

|  | Tischeriidae (110) |
|  |                    |

|  | Palaephatidae (57) |
|  |                    |

|  | Tischeriidae (110) |
|  |                    |

| Nepticuloidea (1.011) | \| \| Nepticulidae (819) \| \| \| \| \| \| Opostegidae (192) \| \| \| \| |
|                       | \| \| Nepticulidae (819) \| \| \| \| \| \| Opostegidae (192) \| \| \| \| |
|                       | Nepticulidae (819)                                                       |
|                       |                                                                          |
|                       | Opostegidae (192)                                                        |
|                       |                                                                          |

|  | Nepticulidae (819) |
|  |                    |
|  | Opostegidae (192)  |
|  |                    |

|  | Andesianidae (3) |
|  |                  |

|  | Heliozelidae (125) |
|  |                    |
|  | Adelidae (297)     |
|  |                    |
|  | Incurvariidae (42) |
|  |                    |
|  | Cecidosidae (15)   |
|  |                    |
|  | Prodoxidae (98)    |
|  |                    |

|  | Andesianidae (3) |
|  |                  |

|  | Heliozelidae (125) |
|  |                    |
|  | Adelidae (297)     |
|  |                    |
|  | Incurvariidae (42) |
|  |                    |
|  | Cecidosidae (15)   |
|  |                    |
|  | Prodoxidae (98)    |
|  |                    |

|  | Palaephatidae (57) |
|  |                    |

|  | Tischeriidae (110) |
|  |                    |

|  | Palaephatidae (57) |
|  |                    |

|  | Tischeriidae (110) |
|  |                    |

|  | Incertae sedis (16)     |
|  |                         |
|  | Archaeolepidae (1)      |
|  |                         |
|  | Mesokristenseniidae (3) |
|  |                         |
|  | Eolepidopterigidae (1)  |
|  |                         |
|  | Undopterigidae (1)      |
|  |                         |

| Micropterigoidea | \| \| Micropterigidae (160) \| \| \| \| |
|                  | \| \| Micropterigidae (160) \| \| \| \| |
|                  | Micropterigidae (160)                   |
|                  |                                         |

|  | Micropterigidae (160) |
|  |                       |

| Agathiphagoidea | \| \| Agathiphagidae (2) \| \| \| \| |
|                 | \| \| Agathiphagidae (2) \| \| \| \| |
|                 | Agathiphagidae (2)                   |
|                 |                                      |

|  | Agathiphagidae (2) |
|  |                    |

| Heterobathmioidea | \| \| Heterobathmiidae (5) \| \| \| \| |
|                   | \| \| Heterobathmiidae (5) \| \| \| \| |
|                   | Heterobathmiidae (5)                   |
|                   |                                        |

|  | Heterobathmiidae (5) |
|  |                      |

| Eriocranioidea | \| \| Eriocraniidae (29) \| \| \| \| |
|                | \| \| Eriocraniidae (29) \| \| \| \| |
|                | Eriocraniidae (29)                   |
|                |                                      |

|  | Eriocraniidae (29) |
|  |                    |

| Acanthopteroctetoidea | \| \| Acanthopteroctetidae (7) \| \| \| \| |
|                       | \| \| Acanthopteroctetidae (7) \| \| \| \| |
|                       | Acanthopteroctetidae (7)                   |
|                       |                                            |

|  | Acanthopteroctetidae (7) |
|  |                          |

| Lophocoronoidea | \| \| Lophocoronidae (6) \| \| \| \| |
|                 | \| \| Lophocoronidae (6) \| \| \| \| |
|                 | Lophocoronidae (6)                   |
|                 |                                      |

|  | Lophocoronidae (6) |
|  |                    |

| Neopseustoidea (15) | \| \| Aenigmatineidae (1) \| \| \| \| \| \| Neopseustidae (14) \| \| \| \| |
|                     | \| \| Aenigmatineidae (1) \| \| \| \| \| \| Neopseustidae (14) \| \| \| \| |
|                     | Aenigmatineidae (1)                                                        |
|                     |                                                                            |
|                     | Neopseustidae (14)                                                         |
|                     |                                                                            |

|  | Aenigmatineidae (1) |
|  |                     |
|  | Neopseustidae (14)  |
|  |                     |

|  | Mnesarchaeidae (7) |
|  |                    |

|  | Palaeosetidae (9)   |
|  |                     |
|  | Prototheoridae (12) |
|  |                     |
|  | Neotheoridae (1)    |
|  |                     |
|  | Anomosetidae (1)    |
|  |                     |
|  | Hepialidae (606)    |
|  |                     |

|  | Mnesarchaeidae (7) |
|  |                    |

|  | Palaeosetidae (9)   |
|  |                     |
|  | Prototheoridae (12) |
|  |                     |
|  | Neotheoridae (1)    |
|  |                     |
|  | Anomosetidae (1)    |
|  |                     |
|  | Hepialidae (606)    |
|  |                     |

| Nepticuloidea (1.011) | \| \| Nepticulidae (819) \| \| \| \| \| \| Opostegidae (192) \| \| \| \| |
|                       | \| \| Nepticulidae (819) \| \| \| \| \| \| Opostegidae (192) \| \| \| \| |
|                       | Nepticulidae (819)                                                       |
|                       |                                                                          |
|                       | Opostegidae (192)                                                        |
|                       |                                                                          |

|  | Nepticulidae (819) |
|  |                    |
|  | Opostegidae (192)  |
|  |                    |

|  | Andesianidae (3) |
|  |                  |

|  | Heliozelidae (125) |
|  |                    |
|  | Adelidae (297)     |
|  |                    |
|  | Incurvariidae (42) |
|  |                    |
|  | Cecidosidae (15)   |
|  |                    |
|  | Prodoxidae (98)    |
|  |                    |

|  | Andesianidae (3) |
|  |                  |

|  | Heliozelidae (125) |
|  |                    |
|  | Adelidae (297)     |
|  |                    |
|  | Incurvariidae (42) |
|  |                    |
|  | Cecidosidae (15)   |
|  |                    |
|  | Prodoxidae (98)    |
|  |                    |

|  | Palaephatidae (57) |
|  |                    |

|  | Tischeriidae (110) |
|  |                    |

|  | Palaephatidae (57) |
|  |                    |

|  | Tischeriidae (110) |
|  |                    |

| Nepticuloidea (1.011) | \| \| Nepticulidae (819) \| \| \| \| \| \| Opostegidae (192) \| \| \| \| |
|                       | \| \| Nepticulidae (819) \| \| \| \| \| \| Opostegidae (192) \| \| \| \| |
|                       | Nepticulidae (819)                                                       |
|                       |                                                                          |
|                       | Opostegidae (192)                                                        |
|                       |                                                                          |

|  | Nepticulidae (819) |
|  |                    |
|  | Opostegidae (192)  |
|  |                    |

|  | Andesianidae (3) |
|  |                  |

|  | Heliozelidae (125) |
|  |                    |
|  | Adelidae (297)     |
|  |                    |
|  | Incurvariidae (42) |
|  |                    |
|  | Cecidosidae (15)   |
|  |                    |
|  | Prodoxidae (98)    |
|  |                    |

|  | Andesianidae (3) |
|  |                  |

|  | Heliozelidae (125) |
|  |                    |
|  | Adelidae (297)     |
|  |                    |
|  | Incurvariidae (42) |
|  |                    |
|  | Cecidosidae (15)   |
|  |                    |
|  | Prodoxidae (98)    |
|  |                    |

|  | Palaephatidae (57) |
|  |                    |

|  | Tischeriidae (110) |
|  |                    |

|  | Palaephatidae (57) |
|  |                    |

|  | Tischeriidae (110) |
|  |                    |

| Eriocranioidea | \| \| Eriocraniidae (29) \| \| \| \| |
|                | \| \| Eriocraniidae (29) \| \| \| \| |
|                | Eriocraniidae (29)                   |
|                |                                      |

|  | Eriocraniidae (29) |
|  |                    |

| Acanthopteroctetoidea | \| \| Acanthopteroctetidae (7) \| \| \| \| |
|                       | \| \| Acanthopteroctetidae (7) \| \| \| \| |
|                       | Acanthopteroctetidae (7)                   |
|                       |                                            |

|  | Acanthopteroctetidae (7) |
|  |                          |

| Lophocoronoidea | \| \| Lophocoronidae (6) \| \| \| \| |
|                 | \| \| Lophocoronidae (6) \| \| \| \| |
|                 | Lophocoronidae (6)                   |
|                 |                                      |

|  | Lophocoronidae (6) |
|  |                    |

| Neopseustoidea (15) | \| \| Aenigmatineidae (1) \| \| \| \| \| \| Neopseustidae (14) \| \| \| \| |
|                     | \| \| Aenigmatineidae (1) \| \| \| \| \| \| Neopseustidae (14) \| \| \| \| |
|                     | Aenigmatineidae (1)                                                        |
|                     |                                                                            |
|                     | Neopseustidae (14)                                                         |
|                     |                                                                            |

|  | Aenigmatineidae (1) |
|  |                     |
|  | Neopseustidae (14)  |
|  |                     |

|  | Mnesarchaeidae (7) |
|  |                    |

|  | Palaeosetidae (9)   |
|  |                     |
|  | Prototheoridae (12) |
|  |                     |
|  | Neotheoridae (1)    |
|  |                     |
|  | Anomosetidae (1)    |
|  |                     |
|  | Hepialidae (606)    |
|  |                     |

|  | Mnesarchaeidae (7) |
|  |                    |

|  | Palaeosetidae (9)   |
|  |                     |
|  | Prototheoridae (12) |
|  |                     |
|  | Neotheoridae (1)    |
|  |                     |
|  | Anomosetidae (1)    |
|  |                     |
|  | Hepialidae (606)    |
|  |                     |

| Nepticuloidea (1.011) | \| \| Nepticulidae (819) \| \| \| \| \| \| Opostegidae (192) \| \| \| \| |
|                       | \| \| Nepticulidae (819) \| \| \| \| \| \| Opostegidae (192) \| \| \| \| |
|                       | Nepticulidae (819)                                                       |
|                       |                                                                          |
|                       | Opostegidae (192)                                                        |
|                       |                                                                          |

|  | Nepticulidae (819) |
|  |                    |
|  | Opostegidae (192)  |
|  |                    |

|  | Andesianidae (3) |
|  |                  |

|  | Heliozelidae (125) |
|  |                    |
|  | Adelidae (297)     |
|  |                    |
|  | Incurvariidae (42) |
|  |                    |
|  | Cecidosidae (15)   |
|  |                    |
|  | Prodoxidae (98)    |
|  |                    |

|  | Andesianidae (3) |
|  |                  |

|  | Heliozelidae (125) |
|  |                    |
|  | Adelidae (297)     |
|  |                    |
|  | Incurvariidae (42) |
|  |                    |
|  | Cecidosidae (15)   |
|  |                    |
|  | Prodoxidae (98)    |
|  |                    |

|  | Palaephatidae (57) |
|  |                    |

|  | Tischeriidae (110) |
|  |                    |

|  | Palaephatidae (57) |
|  |                    |

|  | Tischeriidae (110) |
|  |                    |

| Nepticuloidea (1.011) | \| \| Nepticulidae (819) \| \| \| \| \| \| Opostegidae (192) \| \| \| \| |
|                       | \| \| Nepticulidae (819) \| \| \| \| \| \| Opostegidae (192) \| \| \| \| |
|                       | Nepticulidae (819)                                                       |
|                       |                                                                          |
|                       | Opostegidae (192)                                                        |
|                       |                                                                          |

|  | Nepticulidae (819) |
|  |                    |
|  | Opostegidae (192)  |
|  |                    |

|  | Andesianidae (3) |
|  |                  |

|  | Heliozelidae (125) |
|  |                    |
|  | Adelidae (297)     |
|  |                    |
|  | Incurvariidae (42) |
|  |                    |
|  | Cecidosidae (15)   |
|  |                    |
|  | Prodoxidae (98)    |
|  |                    |

|  | Andesianidae (3) |
|  |                  |

|  | Heliozelidae (125) |
|  |                    |
|  | Adelidae (297)     |
|  |                    |
|  | Incurvariidae (42) |
|  |                    |
|  | Cecidosidae (15)   |
|  |                    |
|  | Prodoxidae (98)    |
|  |                    |

|  | Palaephatidae (57) |
|  |                    |

|  | Tischeriidae (110) |
|  |                    |

|  | Palaephatidae (57) |
|  |                    |

|  | Tischeriidae (110) |
|  |                    |

|  | Incertae sedis (16)     |
|  |                         |
|  | Archaeolepidae (1)      |
|  |                         |
|  | Mesokristenseniidae (3) |
|  |                         |
|  | Eolepidopterigidae (1)  |
|  |                         |
|  | Undopterigidae (1)      |
|  |                         |

## Schema tassonomico dei Ditrysia
N.B.: tra parentesi il numero di specie
|  | Incertae sedis (100) |
|  |                      |
|  | Millieriidae (4)     |
|  |                      |

|  | Eriocottidae (80) |
|  |                   |
|  | Psychidae (1.350) |
|  |                   |
|  | Tineidae (2.253)  |
|  |                   |
|  | Dryadaulidae (50) |
|  |                   |
|  | Meessiidae (90)   |
|  |                   |

|  | Roeslerstammiidae (53) |
|  |                        |
|  | Bucculatricidae (297)  |
|  |                        |
|  | Gracillariidae (1.866) |
|  |                        |

|  | Yponomeutidae (363)    |
|  |                        |
|  | Argyresthiidae (157)   |
|  |                        |
|  | Plutellidae (150)      |
|  |                        |
|  | Glyphipterigidae (535) |
|  |                        |
|  | Ypsolophidae (163)     |
|  |                        |
|  | Attevidae (52)         |
|  |                        |
|  | Praydidae (47)         |
|  |                        |
|  | Heliodinidae (69)      |
|  |                        |
|  | Bedelliidae (16)       |
|  |                        |
|  | Lyonetiidae (204)      |
|  |                        |

|  | Douglasiidae (29) |
|  |                   |

|  | Simaethistidae (4) |
|  |                    |

|  | Autostichidae (638)    |
|  |                        |
|  | Lecithoceridae (1.200) |
|  |                        |
|  | Xyloryctidae (524)     |
|  |                        |
|  | Blastobasidae (377)    |
|  |                        |
|  | Oecophoridae (3.308)   |
|  |                        |
|  | Schistonoeidae (1)     |
|  |                        |
|  | Lypusidae (21)         |
|  |                        |
|  | Chimabachidae (6)      |
|  |                        |
|  | Peleopodidae (28)      |
|  |                        |
|  | Depressariidae (2000)  |
|  |                        |
|  | Elachistidae (1.201)   |
|  |                        |
|  | Syringopaidae (1)      |
|  |                        |
|  | Coelopoetidae (3)      |
|  |                        |
|  | Stathmopodidae (408)   |
|  |                        |
|  | Epimarptidae (4)       |
|  |                        |
|  | Batrachedridae (99)    |
|  |                        |
|  | Coleophoridae (1.386)  |
|  |                        |
|  | Momphidae (115)        |
|  |                        |
|  | Pterolonchidae (8)     |
|  |                        |
|  | Scythrididae (669)     |
|  |                        |

|  | Tineodidae (19)  |
|  |                  |
|  | Alucitidae (211) |
|  |                  |

|  | Pterophoridae (1.318) |
|  |                       |

|  | Copromorphidae (43) |
|  |                     |
|  | Carposinidae (283)  |
|  |                     |

|  | Schreckensteiniidae (8) |
|  |                         |

|  | Epermeniidae (126) |
|  |                    |

|  | Urodidae (66) |
|  |               |

|  | Immidae (245) |
|  |               |

|  | Choreutidae (406) |
|  |                   |

|  | Galacticidae (19) |
|  |                   |

|  | Tortricidae (10.387) |
|  |                      |

|  | Brachodidae (137)  |
|  |                    |
|  | Cossidae (971)     |
|  |                    |
|  | Dudgeoneidae (57)  |
|  |                    |
|  | Metarbelidae (196) |
|  |                    |
|  | Ratardidae (10)    |
|  |                    |
|  | Castniidae (113)   |
|  |                    |
|  | Sesiidae (1.397)   |
|  |                    |

|  | Epipyropidae (32)    |
|  |                      |
|  | Cyclotornidae (5)    |
|  |                      |
|  | Heterogynidae (10)   |
|  |                      |
|  | Lacturidae (120)     |
|  |                      |
|  | Phaudidae (15)       |
|  |                      |
|  | Dalceridae (80)      |
|  |                      |
|  | Limacodidae (1.672)  |
|  |                      |
|  | Megalopygidae (232)  |
|  |                      |
|  | Aididae (6)          |
|  |                      |
|  | Somabrachyidae (8)   |
|  |                      |
|  | Himantopteridae (80) |
|  |                      |
|  | Zygaenidae (1.036)   |
|  |                      |

|  | Whalleyanidae (2) |
|  |                   |

|  | Thyrididae (940) |
|  |                  |

|  | Hyblaeidae (18)   |
|  |                   |
|  | Prodidactidae (1) |
|  |                   |

|  | Callidulidae (49) |
|  |                   |

|  | Papilionidae (570)  |
|  |                     |
|  | Hedylidae (36)      |
|  |                     |
|  | Hesperiidae (4.113) |
|  |                     |
|  | Pieridae (1.164)    |
|  |                     |
|  | Riodinidae (1.532)  |
|  |                     |
|  | Lycaenidae (5.201)  |
|  |                     |
|  | Nymphalidae (6.152) |
|  |                     |

|  | Pyralidae (5.921) |
|  |                   |
|  | Crambidae (9.655) |
|  |                   |

|  | Mimallonidae (194) |
|  |                    |

|  | Cimeliidae (6)   |
|  |                  |
|  | Doidae (6)       |
|  |                  |
|  | Drepanidae (660) |
|  |                  |

|  | Lasiocampidae (1.952) |
|  |                       |

|  | Apatelodidae (145)  |
|  |                     |
|  | Eupterotidae (339)  |
|  |                     |
|  | Brahmaeidae (65)    |
|  |                     |
|  | Phiditiidae (23)    |
|  |                     |
|  | Anthelidae (94)     |
|  |                     |
|  | Carthaeidae (1)     |
|  |                     |
|  | Endromidae (59)     |
|  |                     |
|  | Bombycidae (185)    |
|  |                     |
|  | Saturniidae (2.349) |
|  |                     |
|  | Sphingidae (1.463)  |
|  |                     |

|  | Epicopeiidae (20)    |
|  |                      |
|  | Sematuridae (40)     |
|  |                      |
|  | Uraniidae (686)      |
|  |                      |
|  | Pseudobistonidae (1) |
|  |                      |
|  | Geometridae (23.001) |
|  |                      |

|  | Oenosandridae (8)    |
|  |                      |
|  | Notodontidae (3.800) |
|  |                      |
|  | Erebidae (24.569)    |
|  |                      |
|  | Euteliidae (520)     |
|  |                      |
|  | Nolidae (1.738)      |
|  |                      |
|  | Noctuidae (11.772)   |
|  |                      |

|  | Cimeliidae (6)   |
|  |                  |
|  | Doidae (6)       |
|  |                  |
|  | Drepanidae (660) |
|  |                  |

|  | Lasiocampidae (1.952) |
|  |                       |

|  | Apatelodidae (145)  |
|  |                     |
|  | Eupterotidae (339)  |
|  |                     |
|  | Brahmaeidae (65)    |
|  |                     |
|  | Phiditiidae (23)    |
|  |                     |
|  | Anthelidae (94)     |
|  |                     |
|  | Carthaeidae (1)     |
|  |                     |
|  | Endromidae (59)     |
|  |                     |
|  | Bombycidae (185)    |
|  |                     |
|  | Saturniidae (2.349) |
|  |                     |
|  | Sphingidae (1.463)  |
|  |                     |

|  | Epicopeiidae (20)    |
|  |                      |
|  | Sematuridae (40)     |
|  |                      |
|  | Uraniidae (686)      |
|  |                      |
|  | Pseudobistonidae (1) |
|  |                      |
|  | Geometridae (23.001) |
|  |                      |

|  | Oenosandridae (8)    |
|  |                      |
|  | Notodontidae (3.800) |
|  |                      |
|  | Erebidae (24.569)    |
|  |                      |
|  | Euteliidae (520)     |
|  |                      |
|  | Nolidae (1.738)      |
|  |                      |
|  | Noctuidae (11.772)   |
|  |                      |

|  | Whalleyanidae (2) |
|  |                   |

|  | Thyrididae (940) |
|  |                  |

|  | Hyblaeidae (18)   |
|  |                   |
|  | Prodidactidae (1) |
|  |                   |

|  | Callidulidae (49) |
|  |                   |

|  | Papilionidae (570)  |
|  |                     |
|  | Hedylidae (36)      |
|  |                     |
|  | Hesperiidae (4.113) |
|  |                     |
|  | Pieridae (1.164)    |
|  |                     |
|  | Riodinidae (1.532)  |
|  |                     |
|  | Lycaenidae (5.201)  |
|  |                     |
|  | Nymphalidae (6.152) |
|  |                     |

|  | Pyralidae (5.921) |
|  |                   |
|  | Crambidae (9.655) |
|  |                   |

|  | Mimallonidae (194) |
|  |                    |

|  | Cimeliidae (6)   |
|  |                  |
|  | Doidae (6)       |
|  |                  |
|  | Drepanidae (660) |
|  |                  |

|  | Lasiocampidae (1.952) |
|  |                       |

|  | Apatelodidae (145)  |
|  |                     |
|  | Eupterotidae (339)  |
|  |                     |
|  | Brahmaeidae (65)    |
|  |                     |
|  | Phiditiidae (23)    |
|  |                     |
|  | Anthelidae (94)     |
|  |                     |
|  | Carthaeidae (1)     |
|  |                     |
|  | Endromidae (59)     |
|  |                     |
|  | Bombycidae (185)    |
|  |                     |
|  | Saturniidae (2.349) |
|  |                     |
|  | Sphingidae (1.463)  |
|  |                     |

|  | Epicopeiidae (20)    |
|  |                      |
|  | Sematuridae (40)     |
|  |                      |
|  | Uraniidae (686)      |
|  |                      |
|  | Pseudobistonidae (1) |
|  |                      |
|  | Geometridae (23.001) |
|  |                      |

|  | Oenosandridae (8)    |
|  |                      |
|  | Notodontidae (3.800) |
|  |                      |
|  | Erebidae (24.569)    |
|  |                      |
|  | Euteliidae (520)     |
|  |                      |
|  | Nolidae (1.738)      |
|  |                      |
|  | Noctuidae (11.772)   |
|  |                      |

|  | Cimeliidae (6)   |
|  |                  |
|  | Doidae (6)       |
|  |                  |
|  | Drepanidae (660) |
|  |                  |

|  | Lasiocampidae (1.952) |
|  |                       |

|  | Apatelodidae (145)  |
|  |                     |
|  | Eupterotidae (339)  |
|  |                     |
|  | Brahmaeidae (65)    |
|  |                     |
|  | Phiditiidae (23)    |
|  |                     |
|  | Anthelidae (94)     |
|  |                     |
|  | Carthaeidae (1)     |
|  |                     |
|  | Endromidae (59)     |
|  |                     |
|  | Bombycidae (185)    |
|  |                     |
|  | Saturniidae (2.349) |
|  |                     |
|  | Sphingidae (1.463)  |
|  |                     |

|  | Epicopeiidae (20)    |
|  |                      |
|  | Sematuridae (40)     |
|  |                      |
|  | Uraniidae (686)      |
|  |                      |
|  | Pseudobistonidae (1) |
|  |                      |
|  | Geometridae (23.001) |
|  |                      |

|  | Oenosandridae (8)    |
|  |                      |
|  | Notodontidae (3.800) |
|  |                      |
|  | Erebidae (24.569)    |
|  |                      |
|  | Euteliidae (520)     |
|  |                      |
|  | Nolidae (1.738)      |
|  |                      |
|  | Noctuidae (11.772)   |
|  |                      |

|  | Douglasiidae (29) |
|  |                   |

|  | Simaethistidae (4) |
|  |                    |

|  | Autostichidae (638)    |
|  |                        |
|  | Lecithoceridae (1.200) |
|  |                        |
|  | Xyloryctidae (524)     |
|  |                        |
|  | Blastobasidae (377)    |
|  |                        |
|  | Oecophoridae (3.308)   |
|  |                        |
|  | Schistonoeidae (1)     |
|  |                        |
|  | Lypusidae (21)         |
|  |                        |
|  | Chimabachidae (6)      |
|  |                        |
|  | Peleopodidae (28)      |
|  |                        |
|  | Depressariidae (2000)  |
|  |                        |
|  | Elachistidae (1.201)   |
|  |                        |
|  | Syringopaidae (1)      |
|  |                        |
|  | Coelopoetidae (3)      |
|  |                        |
|  | Stathmopodidae (408)   |
|  |                        |
|  | Epimarptidae (4)       |
|  |                        |
|  | Batrachedridae (99)    |
|  |                        |
|  | Coleophoridae (1.386)  |
|  |                        |
|  | Momphidae (115)        |
|  |                        |
|  | Pterolonchidae (8)     |
|  |                        |
|  | Scythrididae (669)     |
|  |                        |

|  | Tineodidae (19)  |
|  |                  |
|  | Alucitidae (211) |
|  |                  |

|  | Pterophoridae (1.318) |
|  |                       |

|  | Copromorphidae (43) |
|  |                     |
|  | Carposinidae (283)  |
|  |                     |

|  | Schreckensteiniidae (8) |
|  |                         |

|  | Epermeniidae (126) |
|  |                    |

|  | Urodidae (66) |
|  |               |

|  | Immidae (245) |
|  |               |

|  | Choreutidae (406) |
|  |                   |

|  | Galacticidae (19) |
|  |                   |

|  | Tortricidae (10.387) |
|  |                      |

|  | Brachodidae (137)  |
|  |                    |
|  | Cossidae (971)     |
|  |                    |
|  | Dudgeoneidae (57)  |
|  |                    |
|  | Metarbelidae (196) |
|  |                    |
|  | Ratardidae (10)    |
|  |                    |
|  | Castniidae (113)   |
|  |                    |
|  | Sesiidae (1.397)   |
|  |                    |

|  | Epipyropidae (32)    |
|  |                      |
|  | Cyclotornidae (5)    |
|  |                      |
|  | Heterogynidae (10)   |
|  |                      |
|  | Lacturidae (120)     |
|  |                      |
|  | Phaudidae (15)       |
|  |                      |
|  | Dalceridae (80)      |
|  |                      |
|  | Limacodidae (1.672)  |
|  |                      |
|  | Megalopygidae (232)  |
|  |                      |
|  | Aididae (6)          |
|  |                      |
|  | Somabrachyidae (8)   |
|  |                      |
|  | Himantopteridae (80) |
|  |                      |
|  | Zygaenidae (1.036)   |
|  |                      |

|  | Whalleyanidae (2) |
|  |                   |

|  | Thyrididae (940) |
|  |                  |

|  | Hyblaeidae (18)   |
|  |                   |
|  | Prodidactidae (1) |
|  |                   |

|  | Callidulidae (49) |
|  |                   |

|  | Papilionidae (570)  |
|  |                     |
|  | Hedylidae (36)      |
|  |                     |
|  | Hesperiidae (4.113) |
|  |                     |
|  | Pieridae (1.164)    |
|  |                     |
|  | Riodinidae (1.532)  |
|  |                     |
|  | Lycaenidae (5.201)  |
|  |                     |
|  | Nymphalidae (6.152) |
|  |                     |

|  | Pyralidae (5.921) |
|  |                   |
|  | Crambidae (9.655) |
|  |                   |

|  | Mimallonidae (194) |
|  |                    |

|  | Cimeliidae (6)   |
|  |                  |
|  | Doidae (6)       |
|  |                  |
|  | Drepanidae (660) |
|  |                  |

|  | Lasiocampidae (1.952) |
|  |                       |

|  | Apatelodidae (145)  |
|  |                     |
|  | Eupterotidae (339)  |
|  |                     |
|  | Brahmaeidae (65)    |
|  |                     |
|  | Phiditiidae (23)    |
|  |                     |
|  | Anthelidae (94)     |
|  |                     |
|  | Carthaeidae (1)     |
|  |                     |
|  | Endromidae (59)     |
|  |                     |
|  | Bombycidae (185)    |
|  |                     |
|  | Saturniidae (2.349) |
|  |                     |
|  | Sphingidae (1.463)  |
|  |                     |

|  | Epicopeiidae (20)    |
|  |                      |
|  | Sematuridae (40)     |
|  |                      |
|  | Uraniidae (686)      |
|  |                      |
|  | Pseudobistonidae (1) |
|  |                      |
|  | Geometridae (23.001) |
|  |                      |

|  | Oenosandridae (8)    |
|  |                      |
|  | Notodontidae (3.800) |
|  |                      |
|  | Erebidae (24.569)    |
|  |                      |
|  | Euteliidae (520)     |
|  |                      |
|  | Nolidae (1.738)      |
|  |                      |
|  | Noctuidae (11.772)   |
|  |                      |

|  | Cimeliidae (6)   |
|  |                  |
|  | Doidae (6)       |
|  |                  |
|  | Drepanidae (660) |
|  |                  |

|  | Lasiocampidae (1.952) |
|  |                       |

|  | Apatelodidae (145)  |
|  |                     |
|  | Eupterotidae (339)  |
|  |                     |
|  | Brahmaeidae (65)    |
|  |                     |
|  | Phiditiidae (23)    |
|  |                     |
|  | Anthelidae (94)     |
|  |                     |
|  | Carthaeidae (1)     |
|  |                     |
|  | Endromidae (59)     |
|  |                     |
|  | Bombycidae (185)    |
|  |                     |
|  | Saturniidae (2.349) |
|  |                     |
|  | Sphingidae (1.463)  |
|  |                     |

|  | Epicopeiidae (20)    |
|  |                      |
|  | Sematuridae (40)     |
|  |                      |
|  | Uraniidae (686)      |
|  |                      |
|  | Pseudobistonidae (1) |
|  |                      |
|  | Geometridae (23.001) |
|  |                      |

|  | Oenosandridae (8)    |
|  |                      |
|  | Notodontidae (3.800) |
|  |                      |
|  | Erebidae (24.569)    |
|  |                      |
|  | Euteliidae (520)     |
|  |                      |
|  | Nolidae (1.738)      |
|  |                      |
|  | Noctuidae (11.772)   |
|  |                      |

|  | Whalleyanidae (2) |
|  |                   |

|  | Thyrididae (940) |
|  |                  |

|  | Hyblaeidae (18)   |
|  |                   |
|  | Prodidactidae (1) |
|  |                   |

|  | Callidulidae (49) |
|  |                   |

|  | Papilionidae (570)  |
|  |                     |
|  | Hedylidae (36)      |
|  |                     |
|  | Hesperiidae (4.113) |
|  |                     |
|  | Pieridae (1.164)    |
|  |                     |
|  | Riodinidae (1.532)  |
|  |                     |
|  | Lycaenidae (5.201)  |
|  |                     |
|  | Nymphalidae (6.152) |
|  |                     |

|  | Pyralidae (5.921) |
|  |                   |
|  | Crambidae (9.655) |
|  |                   |

|  | Mimallonidae (194) |
|  |                    |

|  | Cimeliidae (6)   |
|  |                  |
|  | Doidae (6)       |
|  |                  |
|  | Drepanidae (660) |
|  |                  |

|  | Lasiocampidae (1.952) |
|  |                       |

|  | Apatelodidae (145)  |
|  |                     |
|  | Eupterotidae (339)  |
|  |                     |
|  | Brahmaeidae (65)    |
|  |                     |
|  | Phiditiidae (23)    |
|  |                     |
|  | Anthelidae (94)     |
|  |                     |
|  | Carthaeidae (1)     |
|  |                     |
|  | Endromidae (59)     |
|  |                     |
|  | Bombycidae (185)    |
|  |                     |
|  | Saturniidae (2.349) |
|  |                     |
|  | Sphingidae (1.463)  |
|  |                     |

|  | Epicopeiidae (20)    |
|  |                      |
|  | Sematuridae (40)     |
|  |                      |
|  | Uraniidae (686)      |
|  |                      |
|  | Pseudobistonidae (1) |
|  |                      |
|  | Geometridae (23.001) |
|  |                      |

|  | Oenosandridae (8)    |
|  |                      |
|  | Notodontidae (3.800) |
|  |                      |
|  | Erebidae (24.569)    |
|  |                      |
|  | Euteliidae (520)     |
|  |                      |
|  | Nolidae (1.738)      |
|  |                      |
|  | Noctuidae (11.772)   |
|  |                      |

|  | Cimeliidae (6)   |
|  |                  |
|  | Doidae (6)       |
|  |                  |
|  | Drepanidae (660) |
|  |                  |

|  | Lasiocampidae (1.952) |
|  |                       |

|  | Apatelodidae (145)  |
|  |                     |
|  | Eupterotidae (339)  |
|  |                     |
|  | Brahmaeidae (65)    |
|  |                     |
|  | Phiditiidae (23)    |
|  |                     |
|  | Anthelidae (94)     |
|  |                     |
|  | Carthaeidae (1)     |
|  |                     |
|  | Endromidae (59)     |
|  |                     |
|  | Bombycidae (185)    |
|  |                     |
|  | Saturniidae (2.349) |
|  |                     |
|  | Sphingidae (1.463)  |
|  |                     |

|  | Epicopeiidae (20)    |
|  |                      |
|  | Sematuridae (40)     |
|  |                      |
|  | Uraniidae (686)      |
|  |                      |
|  | Pseudobistonidae (1) |
|  |                      |
|  | Geometridae (23.001) |
|  |                      |

|  | Oenosandridae (8)    |
|  |                      |
|  | Notodontidae (3.800) |
|  |                      |
|  | Erebidae (24.569)    |
|  |                      |
|  | Euteliidae (520)     |
|  |                      |
|  | Nolidae (1.738)      |
|  |                      |
|  | Noctuidae (11.772)   |
|  |                      |

|  | Incertae sedis (100) |
|  |                      |
|  | Millieriidae (4)     |
|  |                      |

|  | Eriocottidae (80) |
|  |                   |
|  | Psychidae (1.350) |
|  |                   |
|  | Tineidae (2.253)  |
|  |                   |
|  | Dryadaulidae (50) |
|  |                   |
|  | Meessiidae (90)   |
|  |                   |

|  | Roeslerstammiidae (53) |
|  |                        |
|  | Bucculatricidae (297)  |
|  |                        |
|  | Gracillariidae (1.866) |
|  |                        |

|  | Yponomeutidae (363)    |
|  |                        |
|  | Argyresthiidae (157)   |
|  |                        |
|  | Plutellidae (150)      |
|  |                        |
|  | Glyphipterigidae (535) |
|  |                        |
|  | Ypsolophidae (163)     |
|  |                        |
|  | Attevidae (52)         |
|  |                        |
|  | Praydidae (47)         |
|  |                        |
|  | Heliodinidae (69)      |
|  |                        |
|  | Bedelliidae (16)       |
|  |                        |
|  | Lyonetiidae (204)      |
|  |                        |

|  | Douglasiidae (29) |
|  |                   |

|  | Simaethistidae (4) |
|  |                    |

|  | Autostichidae (638)    |
|  |                        |
|  | Lecithoceridae (1.200) |
|  |                        |
|  | Xyloryctidae (524)     |
|  |                        |
|  | Blastobasidae (377)    |
|  |                        |
|  | Oecophoridae (3.308)   |
|  |                        |
|  | Schistonoeidae (1)     |
|  |                        |
|  | Lypusidae (21)         |
|  |                        |
|  | Chimabachidae (6)      |
|  |                        |
|  | Peleopodidae (28)      |
|  |                        |
|  | Depressariidae (2000)  |
|  |                        |
|  | Elachistidae (1.201)   |
|  |                        |
|  | Syringopaidae (1)      |
|  |                        |
|  | Coelopoetidae (3)      |
|  |                        |
|  | Stathmopodidae (408)   |
|  |                        |
|  | Epimarptidae (4)       |
|  |                        |
|  | Batrachedridae (99)    |
|  |                        |
|  | Coleophoridae (1.386)  |
|  |                        |
|  | Momphidae (115)        |
|  |                        |
|  | Pterolonchidae (8)     |
|  |                        |
|  | Scythrididae (669)     |
|  |                        |

|  | Tineodidae (19)  |
|  |                  |
|  | Alucitidae (211) |
|  |                  |

|  | Pterophoridae (1.318) |
|  |                       |

|  | Copromorphidae (43) |
|  |                     |
|  | Carposinidae (283)  |
|  |                     |

|  | Schreckensteiniidae (8) |
|  |                         |

|  | Epermeniidae (126) |
|  |                    |

|  | Urodidae (66) |
|  |               |

|  | Immidae (245) |
|  |               |

|  | Choreutidae (406) |
|  |                   |

|  | Galacticidae (19) |
|  |                   |

|  | Tortricidae (10.387) |
|  |                      |

|  | Brachodidae (137)  |
|  |                    |
|  | Cossidae (971)     |
|  |                    |
|  | Dudgeoneidae (57)  |
|  |                    |
|  | Metarbelidae (196) |
|  |                    |
|  | Ratardidae (10)    |
|  |                    |
|  | Castniidae (113)   |
|  |                    |
|  | Sesiidae (1.397)   |
|  |                    |

|  | Epipyropidae (32)    |
|  |                      |
|  | Cyclotornidae (5)    |
|  |                      |
|  | Heterogynidae (10)   |
|  |                      |
|  | Lacturidae (120)     |
|  |                      |
|  | Phaudidae (15)       |
|  |                      |
|  | Dalceridae (80)      |
|  |                      |
|  | Limacodidae (1.672)  |
|  |                      |
|  | Megalopygidae (232)  |
|  |                      |
|  | Aididae (6)          |
|  |                      |
|  | Somabrachyidae (8)   |
|  |                      |
|  | Himantopteridae (80) |
|  |                      |
|  | Zygaenidae (1.036)   |
|  |                      |

|  | Whalleyanidae (2) |
|  |                   |

|  | Thyrididae (940) |
|  |                  |

|  | Hyblaeidae (18)   |
|  |                   |
|  | Prodidactidae (1) |
|  |                   |

|  | Callidulidae (49) |
|  |                   |

|  | Papilionidae (570)  |
|  |                     |
|  | Hedylidae (36)      |
|  |                     |
|  | Hesperiidae (4.113) |
|  |                     |
|  | Pieridae (1.164)    |
|  |                     |
|  | Riodinidae (1.532)  |
|  |                     |
|  | Lycaenidae (5.201)  |
|  |                     |
|  | Nymphalidae (6.152) |
|  |                     |

|  | Pyralidae (5.921) |
|  |                   |
|  | Crambidae (9.655) |
|  |                   |

|  | Mimallonidae (194) |
|  |                    |

|  | Cimeliidae (6)   |
|  |                  |
|  | Doidae (6)       |
|  |                  |
|  | Drepanidae (660) |
|  |                  |

|  | Lasiocampidae (1.952) |
|  |                       |

|  | Apatelodidae (145)  |
|  |                     |
|  | Eupterotidae (339)  |
|  |                     |
|  | Brahmaeidae (65)    |
|  |                     |
|  | Phiditiidae (23)    |
|  |                     |
|  | Anthelidae (94)     |
|  |                     |
|  | Carthaeidae (1)     |
|  |                     |
|  | Endromidae (59)     |
|  |                     |
|  | Bombycidae (185)    |
|  |                     |
|  | Saturniidae (2.349) |
|  |                     |
|  | Sphingidae (1.463)  |
|  |                     |

|  | Epicopeiidae (20)    |
|  |                      |
|  | Sematuridae (40)     |
|  |                      |
|  | Uraniidae (686)      |
|  |                      |
|  | Pseudobistonidae (1) |
|  |                      |
|  | Geometridae (23.001) |
|  |                      |

|  | Oenosandridae (8)    |
|  |                      |
|  | Notodontidae (3.800) |
|  |                      |
|  | Erebidae (24.569)    |
|  |                      |
|  | Euteliidae (520)     |
|  |                      |
|  | Nolidae (1.738)      |
|  |                      |
|  | Noctuidae (11.772)   |
|  |                      |

|  | Cimeliidae (6)   |
|  |                  |
|  | Doidae (6)       |
|  |                  |
|  | Drepanidae (660) |
|  |                  |

|  | Lasiocampidae (1.952) |
|  |                       |

|  | Apatelodidae (145)  |
|  |                     |
|  | Eupterotidae (339)  |
|  |                     |
|  | Brahmaeidae (65)    |
|  |                     |
|  | Phiditiidae (23)    |
|  |                     |
|  | Anthelidae (94)     |
|  |                     |
|  | Carthaeidae (1)     |
|  |                     |
|  | Endromidae (59)     |
|  |                     |
|  | Bombycidae (185)    |
|  |                     |
|  | Saturniidae (2.349) |
|  |                     |
|  | Sphingidae (1.463)  |
|  |                     |

|  | Epicopeiidae (20)    |
|  |                      |
|  | Sematuridae (40)     |
|  |                      |
|  | Uraniidae (686)      |
|  |                      |
|  | Pseudobistonidae (1) |
|  |                      |
|  | Geometridae (23.001) |
|  |                      |

|  | Oenosandridae (8)    |
|  |                      |
|  | Notodontidae (3.800) |
|  |                      |
|  | Erebidae (24.569)    |
|  |                      |
|  | Euteliidae (520)     |
|  |                      |
|  | Nolidae (1.738)      |
|  |                      |
|  | Noctuidae (11.772)   |
|  |                      |

|  | Whalleyanidae (2) |
|  |                   |

|  | Thyrididae (940) |
|  |                  |

|  | Hyblaeidae (18)   |
|  |                   |
|  | Prodidactidae (1) |
|  |                   |

|  | Callidulidae (49) |
|  |                   |

|  | Papilionidae (570)  |
|  |                     |
|  | Hedylidae (36)      |
|  |                     |
|  | Hesperiidae (4.113) |
|  |                     |
|  | Pieridae (1.164)    |
|  |                     |
|  | Riodinidae (1.532)  |
|  |                     |
|  | Lycaenidae (5.201)  |
|  |                     |
|  | Nymphalidae (6.152) |
|  |                     |

|  | Pyralidae (5.921) |
|  |                   |
|  | Crambidae (9.655) |
|  |                   |

|  | Mimallonidae (194) |
|  |                    |

|  | Cimeliidae (6)   |
|  |                  |
|  | Doidae (6)       |
|  |                  |
|  | Drepanidae (660) |
|  |                  |

|  | Lasiocampidae (1.952) |
|  |                       |

|  | Apatelodidae (145)  |
|  |                     |
|  | Eupterotidae (339)  |
|  |                     |
|  | Brahmaeidae (65)    |
|  |                     |
|  | Phiditiidae (23)    |
|  |                     |
|  | Anthelidae (94)     |
|  |                     |
|  | Carthaeidae (1)     |
|  |                     |
|  | Endromidae (59)     |
|  |                     |
|  | Bombycidae (185)    |
|  |                     |
|  | Saturniidae (2.349) |
|  |                     |
|  | Sphingidae (1.463)  |
|  |                     |

|  | Epicopeiidae (20)    |
|  |                      |
|  | Sematuridae (40)     |
|  |                      |
|  | Uraniidae (686)      |
|  |                      |
|  | Pseudobistonidae (1) |
|  |                      |
|  | Geometridae (23.001) |
|  |                      |

|  | Oenosandridae (8)    |
|  |                      |
|  | Notodontidae (3.800) |
|  |                      |
|  | Erebidae (24.569)    |
|  |                      |
|  | Euteliidae (520)     |
|  |                      |
|  | Nolidae (1.738)      |
|  |                      |
|  | Noctuidae (11.772)   |
|  |                      |

|  | Cimeliidae (6)   |
|  |                  |
|  | Doidae (6)       |
|  |                  |
|  | Drepanidae (660) |
|  |                  |

|  | Lasiocampidae (1.952) |
|  |                       |

|  | Apatelodidae (145)  |
|  |                     |
|  | Eupterotidae (339)  |
|  |                     |
|  | Brahmaeidae (65)    |
|  |                     |
|  | Phiditiidae (23)    |
|  |                     |
|  | Anthelidae (94)     |
|  |                     |
|  | Carthaeidae (1)     |
|  |                     |
|  | Endromidae (59)     |
|  |                     |
|  | Bombycidae (185)    |
|  |                     |
|  | Saturniidae (2.349) |
|  |                     |
|  | Sphingidae (1.463)  |
|  |                     |

|  | Epicopeiidae (20)    |
|  |                      |
|  | Sematuridae (40)     |
|  |                      |
|  | Uraniidae (686)      |
|  |                      |
|  | Pseudobistonidae (1) |
|  |                      |
|  | Geometridae (23.001) |
|  |                      |

|  | Oenosandridae (8)    |
|  |                      |
|  | Notodontidae (3.800) |
|  |                      |
|  | Erebidae (24.569)    |
|  |                      |
|  | Euteliidae (520)     |
|  |                      |
|  | Nolidae (1.738)      |
|  |                      |
|  | Noctuidae (11.772)   |
|  |                      |

|  | Douglasiidae (29) |
|  |                   |

|  | Simaethistidae (4) |
|  |                    |

|  | Autostichidae (638)    |
|  |                        |
|  | Lecithoceridae (1.200) |
|  |                        |
|  | Xyloryctidae (524)     |
|  |                        |
|  | Blastobasidae (377)    |
|  |                        |
|  | Oecophoridae (3.308)   |
|  |                        |
|  | Schistonoeidae (1)     |
|  |                        |
|  | Lypusidae (21)         |
|  |                        |
|  | Chimabachidae (6)      |
|  |                        |
|  | Peleopodidae (28)      |
|  |                        |
|  | Depressariidae (2000)  |
|  |                        |
|  | Elachistidae (1.201)   |
|  |                        |
|  | Syringopaidae (1)      |
|  |                        |
|  | Coelopoetidae (3)      |
|  |                        |
|  | Stathmopodidae (408)   |
|  |                        |
|  | Epimarptidae (4)       |
|  |                        |
|  | Batrachedridae (99)    |
|  |                        |
|  | Coleophoridae (1.386)  |
|  |                        |
|  | Momphidae (115)        |
|  |                        |
|  | Pterolonchidae (8)     |
|  |                        |
|  | Scythrididae (669)     |
|  |                        |

|  | Tineodidae (19)  |
|  |                  |
|  | Alucitidae (211) |
|  |                  |

|  | Pterophoridae (1.318) |
|  |                       |

|  | Copromorphidae (43) |
|  |                     |
|  | Carposinidae (283)  |
|  |                     |

|  | Schreckensteiniidae (8) |
|  |                         |

|  | Epermeniidae (126) |
|  |                    |

|  | Urodidae (66) |
|  |               |

|  | Immidae (245) |
|  |               |

|  | Choreutidae (406) |
|  |                   |

|  | Galacticidae (19) |
|  |                   |

|  | Tortricidae (10.387) |
|  |                      |

|  | Brachodidae (137)  |
|  |                    |
|  | Cossidae (971)     |
|  |                    |
|  | Dudgeoneidae (57)  |
|  |                    |
|  | Metarbelidae (196) |
|  |                    |
|  | Ratardidae (10)    |
|  |                    |
|  | Castniidae (113)   |
|  |                    |
|  | Sesiidae (1.397)   |
|  |                    |

|  | Epipyropidae (32)    |
|  |                      |
|  | Cyclotornidae (5)    |
|  |                      |
|  | Heterogynidae (10)   |
|  |                      |
|  | Lacturidae (120)     |
|  |                      |
|  | Phaudidae (15)       |
|  |                      |
|  | Dalceridae (80)      |
|  |                      |
|  | Limacodidae (1.672)  |
|  |                      |
|  | Megalopygidae (232)  |
|  |                      |
|  | Aididae (6)          |
|  |                      |
|  | Somabrachyidae (8)   |
|  |                      |
|  | Himantopteridae (80) |
|  |                      |
|  | Zygaenidae (1.036)   |
|  |                      |

|  | Whalleyanidae (2) |
|  |                   |

|  | Thyrididae (940) |
|  |                  |

|  | Hyblaeidae (18)   |
|  |                   |
|  | Prodidactidae (1) |
|  |                   |

|  | Callidulidae (49) |
|  |                   |

|  | Papilionidae (570)  |
|  |                     |
|  | Hedylidae (36)      |
|  |                     |
|  | Hesperiidae (4.113) |
|  |                     |
|  | Pieridae (1.164)    |
|  |                     |
|  | Riodinidae (1.532)  |
|  |                     |
|  | Lycaenidae (5.201)  |
|  |                     |
|  | Nymphalidae (6.152) |
|  |                     |

|  | Pyralidae (5.921) |
|  |                   |
|  | Crambidae (9.655) |
|  |                   |

|  | Mimallonidae (194) |
|  |                    |

|  | Cimeliidae (6)   |
|  |                  |
|  | Doidae (6)       |
|  |                  |
|  | Drepanidae (660) |
|  |                  |

|  | Lasiocampidae (1.952) |
|  |                       |

|  | Apatelodidae (145)  |
|  |                     |
|  | Eupterotidae (339)  |
|  |                     |
|  | Brahmaeidae (65)    |
|  |                     |
|  | Phiditiidae (23)    |
|  |                     |
|  | Anthelidae (94)     |
|  |                     |
|  | Carthaeidae (1)     |
|  |                     |
|  | Endromidae (59)     |
|  |                     |
|  | Bombycidae (185)    |
|  |                     |
|  | Saturniidae (2.349) |
|  |                     |
|  | Sphingidae (1.463)  |
|  |                     |

|  | Epicopeiidae (20)    |
|  |                      |
|  | Sematuridae (40)     |
|  |                      |
|  | Uraniidae (686)      |
|  |                      |
|  | Pseudobistonidae (1) |
|  |                      |
|  | Geometridae (23.001) |
|  |                      |

|  | Oenosandridae (8)    |
|  |                      |
|  | Notodontidae (3.800) |
|  |                      |
|  | Erebidae (24.569)    |
|  |                      |
|  | Euteliidae (520)     |
|  |                      |
|  | Nolidae (1.738)      |
|  |                      |
|  | Noctuidae (11.772)   |
|  |                      |

|  | Cimeliidae (6)   |
|  |                  |
|  | Doidae (6)       |
|  |                  |
|  | Drepanidae (660) |
|  |                  |

|  | Lasiocampidae (1.952) |
|  |                       |

|  | Apatelodidae (145)  |
|  |                     |
|  | Eupterotidae (339)  |
|  |                     |
|  | Brahmaeidae (65)    |
|  |                     |
|  | Phiditiidae (23)    |
|  |                     |
|  | Anthelidae (94)     |
|  |                     |
|  | Carthaeidae (1)     |
|  |                     |
|  | Endromidae (59)     |
|  |                     |
|  | Bombycidae (185)    |
|  |                     |
|  | Saturniidae (2.349) |
|  |                     |
|  | Sphingidae (1.463)  |
|  |                     |

|  | Epicopeiidae (20)    |
|  |                      |
|  | Sematuridae (40)     |
|  |                      |
|  | Uraniidae (686)      |
|  |                      |
|  | Pseudobistonidae (1) |
|  |                      |
|  | Geometridae (23.001) |
|  |                      |

|  | Oenosandridae (8)    |
|  |                      |
|  | Notodontidae (3.800) |
|  |                      |
|  | Erebidae (24.569)    |
|  |                      |
|  | Euteliidae (520)     |
|  |                      |
|  | Nolidae (1.738)      |
|  |                      |
|  | Noctuidae (11.772)   |
|  |                      |

|  | Whalleyanidae (2) |
|  |                   |

|  | Thyrididae (940) |
|  |                  |

|  | Hyblaeidae (18)   |
|  |                   |
|  | Prodidactidae (1) |
|  |                   |

|  | Callidulidae (49) |
|  |                   |

|  | Papilionidae (570)  |
|  |                     |
|  | Hedylidae (36)      |
|  |                     |
|  | Hesperiidae (4.113) |
|  |                     |
|  | Pieridae (1.164)    |
|  |                     |
|  | Riodinidae (1.532)  |
|  |                     |
|  | Lycaenidae (5.201)  |
|  |                     |
|  | Nymphalidae (6.152) |
|  |                     |

|  | Pyralidae (5.921) |
|  |                   |
|  | Crambidae (9.655) |
|  |                   |

|  | Mimallonidae (194) |
|  |                    |

|  | Cimeliidae (6)   |
|  |                  |
|  | Doidae (6)       |
|  |                  |
|  | Drepanidae (660) |
|  |                  |

|  | Lasiocampidae (1.952) |
|  |                       |

|  | Apatelodidae (145)  |
|  |                     |
|  | Eupterotidae (339)  |
|  |                     |
|  | Brahmaeidae (65)    |
|  |                     |
|  | Phiditiidae (23)    |
|  |                     |
|  | Anthelidae (94)     |
|  |                     |
|  | Carthaeidae (1)     |
|  |                     |
|  | Endromidae (59)     |
|  |                     |
|  | Bombycidae (185)    |
|  |                     |
|  | Saturniidae (2.349) |
|  |                     |
|  | Sphingidae (1.463)  |
|  |                     |

|  | Epicopeiidae (20)    |
|  |                      |
|  | Sematuridae (40)     |
|  |                      |
|  | Uraniidae (686)      |
|  |                      |
|  | Pseudobistonidae (1) |
|  |                      |
|  | Geometridae (23.001) |
|  |                      |

|  | Oenosandridae (8)    |
|  |                      |
|  | Notodontidae (3.800) |
|  |                      |
|  | Erebidae (24.569)    |
|  |                      |
|  | Euteliidae (520)     |
|  |                      |
|  | Nolidae (1.738)      |
|  |                      |
|  | Noctuidae (11.772)   |
|  |                      |

|  | Cimeliidae (6)   |
|  |                  |
|  | Doidae (6)       |
|  |                  |
|  | Drepanidae (660) |
|  |                  |

|  | Lasiocampidae (1.952) |
|  |                       |

|  | Apatelodidae (145)  |
|  |                     |
|  | Eupterotidae (339)  |
|  |                     |
|  | Brahmaeidae (65)    |
|  |                     |
|  | Phiditiidae (23)    |
|  |                     |
|  | Anthelidae (94)     |
|  |                     |
|  | Carthaeidae (1)     |
|  |                     |
|  | Endromidae (59)     |
|  |                     |
|  | Bombycidae (185)    |
|  |                     |
|  | Saturniidae (2.349) |
|  |                     |
|  | Sphingidae (1.463)  |
|  |                     |

|  | Epicopeiidae (20)    |
|  |                      |
|  | Sematuridae (40)     |
|  |                      |
|  | Uraniidae (686)      |
|  |                      |
|  | Pseudobistonidae (1) |
|  |                      |
|  | Geometridae (23.001) |
|  |                      |

|  | Oenosandridae (8)    |
|  |                      |
|  | Notodontidae (3.800) |
|  |                      |
|  | Erebidae (24.569)    |
|  |                      |
|  | Euteliidae (520)     |
|  |                      |
|  | Nolidae (1.738)      |
|  |                      |
|  | Noctuidae (11.772)   |
|  |                      |